# Rossinyol daurat
El rossinyol daurat (Tarsiger chrysaeus) és una espècie d'ocell de la família dels muscicàpids (Muscicapidae). Es troba a les regions del nord del subcontinent indi i parts del sud-est asiàtic. S'estén per Bhutan, l'Índia, Myanmar, el Nepal, el Pakistan, Tibet, Tailàndia i Vietnam. Habita els boscos temperats. El seu estat de conservació es considera de risc mínim.